# Remineralização
Remineralização é a reconstituição dos minerais perdidos pelo organismo. Muito comum com os dentes, que passam por processos de desmineralização e remineralização constantes.
As estruturas de tecido duro, por exemplo, ossos e dentes, são formados, em grande parte, por minerais. Alguns dos mais importantes são cálcio e flúor. Algumas lesões patogênicas como a cárie pode afetar o tecido mineralizado dos dentes e fazer com que os mesmos percam estrutura mineralizada, a chamada desmineralização. Porém existem processos feitos pelo cirurgião-dentista que fornecem novamente minerais a esta estrutura, como é o caso das aplicações tópicas de flúor e a utilização do hidróxido de cálcio como agente capeador direto para tratamento de dentina e polpa, nos casos de exposição pulpar.
O dente, quando desidratado (após aplicação de álcool em sua superfície, por exemplo) tende a absorver líquidos do meio. Se aplicarmos flúor em um dente desidratado, iremos causar uma remineralização importante, devolvendo grande parte dos minerais perdidos durante a desmineralização. Isso só é possível em lesões cariosas iniciais, sem cavitação. Após a formação de cavidade, não há mais como remineralizar o tecido afetado.

## Hidroxiapatita
A Hidroxiapatita {\displaystyle Ca_{10}(PO_{4})_{6}(OH)_{2}} é um mineral raramente encontrado na natureza, ele está presente na constituição de rochas ígneas e metamórficas (especificamente em calcários cristalinos). O esqueleto de alguns animais marinhos também é fonte do mineral {\displaystyle Ca_{3}(PO_{4})_{2}} fosfato de cálcio (que está presente na composição da hidroxiapatita). Alguns autores acreditam que depósitos de apatitas podem também ser formados por precipitação direta da água do mar, e alguns dos
depósitos de carbonatos de cálcio são convertidos em apatita pela reação direta com fosfato dissolvido.

## O processo de desmineralização
Os dentes são feitos de um material mole chamado dentina recoberto por uma rígida camada de esmalte dentário. O esmalte tem uma grande porcentagem de sua composição de hidroxiapatita {\displaystyle Ca_{10}(PO_{4})_{6}(OH)_{2}} um sal pouco solúvel. Quando ocorre a desmineralização há a formação da cárie dentária, ou seja, quando a hidroxiapatita se dissolve e ocorre a formação de cavidades nos dentes.
Quando há a mistura de saliva, comida e alguns líquidos tem-se a formação da placa dental ou, como foi denominada recentemente, cálculo (um filme amarelo contendo bactérias), normalmente localizado entre os dentes e a gengiva.
Bactérias para se manterem vivas, assim como nós, metabolizam os açucares para obter energia. Contudo, ao metabolizaram os açucares por meio da glicólise não há apenas a obtenção de energia por parte delas, também há a formação do ácido lático {\displaystyle CH_{3}H_{6}O_{3}} que obedece as reações de equilíbrio abaixo e, com isso, há o aumento da acidez ( aumento da concentração de {\displaystyle H^{+}} na boca).
- {\displaystyle Sacarose{\xrightarrow {Hidrolise}}Glicose+Frutose} (Entrada de açucar na boca)

- {\displaystyle Frutose{\xrightarrow {glicolise}}CH_{3}H_{5}O_{2}OH} (Metabolismo da bactéria)

- {\displaystyle CH_{3}H_{5}O_{2}OH_{(aq)}\longleftrightarrow CH_{3}H_{5}O_{2}O_{(aq)}^{-}+H_{3}O_{(aq)}^{+}} (Solubilização do ácido lático e aumento da acidez)

Por conta da adição de açucares na boca, o equilíbrio da terceira equação é deslocado para a formação de mais oxônio {\displaystyle H_{3}O^{+}}. Consequentemente, o equilíbrio químico que rege o esmalte dentário também será afetado (Princípio de Le Chatelier):
- {\displaystyle Ca_{10}(PO_{4})_{6}(OH)_{2}\longleftrightarrow 10Ca^{2+}+6PO_{4}^{3-}+2OH^{-}} (Equilíbrio da hidroxiapatita)

Ingestão de açúcar desloca o equilíbrio para a direita:
- {\displaystyle CH_{3}H_{5}O_{2}OH_{(aq)}{\color {Red}\longrightarrow }CH_{3}H_{5}O_{2}O_{(aq)}^{-}+{\color {Aquamarine}\uparrow }H_{3}O_{(aq)}^{+}}

Por conta disso o {\displaystyle OH^{-}} será consumido e, consequentemente, a hidroxiapatita será dissolvida (pois há a reposição daquela base perdida):
- {\displaystyle Ca_{10}(PO_{4})_{6}(OH)_{2}{\color {Red}\longrightarrow }10Ca^{2+}+6PO_{4}^{3-}+{\color {Aquamarine}\downarrow }2OH^{-}}